# Closterium baillyanum
Closterium baillyanum  là một loài Song tinh tảo trong họ Desmidiaceae, thuộc chi Closterium.